# Moisés Caicedo
Moisés Isaac Caicedo Corozo (Santo Domingo, 2001. november 2. –) ecuadori válogatott labdarúgó, az angol Chelsea középpályása. A brit labdarúgás történetének legdrágább átigazolása.

## Pályafutása

### Klubcsapatokban
Caicedo 13 évesen csatlakozott az Independiente del Valle akadémiájához. 2019-ben csatlakozott első csapathoz, ahol  Jonny Hansenhez hasonlították. Caicedo az ecuadori Serie A-ban egy LDU Quito elleni 1–0-s győzelem alkalmával debütált 2019. október 1-jén. 2021. február 1-jén az angol Brighton & Hove Albion szerződtette.
2023. augusztus 11-én Jürgen Klopp bejelentette, hogy a Liverpool megegyezett a Brightonnal a játékos szerződtetéséről, de kiemelte, hogy Caicedo még nem írt alá szerződést a csapattal. Ezek ellenére, mindössze pár órával később, többek között a BBC is azt írta, hogy a játékos a Chelsea csapatát választotta és nem akar a Liverpoolhoz igazolni. A londoni csapat augusztus 14-én jelentette be hivatalosan Caicedo átigazolását.

### A válogatottban
Caicedo a felnőtt válogatottban 2020. december 9-én debütált egy Argentina elleni 1-0-ra elvesztett Világbajnoki selejtezőn 2020. október 9-én. Profi karrierje első válogatott gólját Uruguay ellen szerezte egy 4-2-es győzelem alkalmával, 2020. október 13-án. Így ő lett az első a 21. században született játékos, aki valaha is gólt szerzett a CONMEBOL Világbajnokság selejtezőjén.

## Statisztika

### A válogatottban
| Válogatott | Év       | Pályára lépés | Gól |
| ---------- | -------- | ------------- | --- |
| Ecuador    | 2020     | 4             | 1   |
| Ecuador    | 2021     | 13            | 1   |
| Ecuador    | 2022     | 11            | 1   |
| Ecuador    | 2023     | 3             | 0   |
| Összesen   | Összesen | 31            | 3   |

#### Góljai a válogatottban
| # | Időpont            | Helyszín                                         | Ellenfél | Gólok | Eredmény | Kiírás               |
| - | ------------------ | ------------------------------------------------ | -------- | ----- | -------- | -------------------- |
| 1 | 2020. október 13.  | Estadio Rodrigo Paz Delgado, Quito, Ecuador      | Uruguay  | 1–0   | 4–2      | 2022-es VB-selejtező |
| 2 | 2021. november 16. | Estadio San Carlos de Apoquindo, Santiago, Chile | Chile    | 2–0   | 2–0      | 2022-es VB-selejtező |
| 3 | 2022. november 29. | Halífa Nemzetközi Stadion, Al-Rajján, Katar      | Szenegál | 1–1   | 1–2      | 2022-es VB           |

## Külső hivatkozások
- Moisés Caicedo adatlapja a Transfermarkt oldalon (angolul)
- Moisés Caicedo adatlapja a Soccerway oldalon (angolul)
- Moisés Caicedo adatlapja a National-Football-Teams.com oldalon (angolul)

```
(angolul)
```